# Гаврилков, Савва Фёдорович
Савва Федорович Гаврилков (1829—1886) — протоиерей, Русской православной церкви, педагог, редактор «Полтавских Епархиальных Ведомостей».

## Биография
Савва Гаврилков родился в январе 1829 года в семье вольноотпущенного крестьянина князя Репнина, селения Андреевки Гадячского уезда Полтавской губернии. 
Образование получил в Переяславском духовном училище и Полтавской семинарии, которую окончил со званием студента в 1853 году. По семейным обстоятельствам не мог поступить в духовную академию. 
Был священником церкви села Бобриков Гадячского уезда (1854—1871 гг.) и настоятелем (в сане протоиерея) Пирятинского собора (1871—1879 гг.), Полтавской Преображенской церкви (1879—1885 гг.) и Полтавского Успенского кафедрального собора (1885— 1886 гг.). 
С 1871 года Савва Фёдорович Гаврилков был благочинным в Пирятине, а с 1879 года — Полтавских городских церквей. 
В 1875 году он был назначен инспектором Ладинского епархиального женского училища Полтавской епархии, а во время службы в Полтаве был законоучителем духовного училища в течение четырёх лет и реального училища (временно), а с 1884 года — членом епархиального училищного совета. 
Производил расследование чудес от иконы Козельщанской Божией Матери и написал об этом статью: «Козельщанский образ Божией Матери» («Полтавские епархальные ведомости», 1881 г., №№ 18—20).
В 1885—1886 гг. занимал одновременно пост редактора «Полтавских епархиальных ведомостей». 
Савва Фёдорович Гаврилков умер 26 декабря 1886 года в городе Полтаве.
Его брат Михаил также посвятил свою жизнь служению Богу.

## Избранная библиография
- «Жизнь Святого Иоанна Предтечи»;
- «Жизнь Пресвятой Богородицы»;
- «Жизнь Иисуса Христа».